# 이마바리 조선
이마바리 조선(今治造船)은 일본의 조선업체이다. 에히메현 이마바리시에 본사가 있다. 에히메현, 가가와현, 히로시마현, 야마구치현, 오이타현의 세토 내해 연안을 중심으로 10개 조선소를 보유하고 있다.